# Река Мамонта
Река́ Ма́монта — река в Таймырском Долгано-Ненецком районе Красноярского края России, левый приток Шренка. Длина реки 168 км, площадь бассейна 4680 км².
Вытекает из Озера Мамонта в северо-западных отрогах гор Бырранга на севере полуострова Таймыр на высоте 301 м над уровнем моря. Течёт преимущественно в восточном направлении в зоне сплошного распространения вечной мерзлоты, в ландшафте арктической тундры и горных пустынь. По берегам реки лежат снежники и наледи. В долине реки встречается большое число пойменных озёр. В низовьях протекает по территории Большого Арктического заповедника. Перед устьем принимает сток из Астрономических озёр. Впадает в Шренк по левому берегу на расстоянии 104 км от его устья, на отметке менее 29 м над уровнем моря. Ширина перед устьем составляет 100-250 м при глубине 0,8-1,2 м, скорость течения в низовьях — 1 м/с.

## Основные притоки
Указаны поименованные притоки длиной 30 км и более
| Название     | Расстояние от устья | Длина | Положение |
| ------------ | ------------------- | ----- | --------- |
| Низменная    | 11                  | 38    | правый    |
| Поворотная   | 16                  | 35    | правый    |
| Зелёная      | 45                  | 48    | левый     |
| Мелководная  | 47                  | 35    | правый    |
| Волчья       | 55                  | 31    | левый     |
| Обрывистая   | 63                  | 41    | левый     |
| Тихая        | 81                  | 65    | правый    |
| Каменистая   | 98                  | 34    | левый     |
| Левый Мамонт | 112                 | 39    | левый     |

## Данные водного реестра
По данным государственного водного реестра России и геоинформационной системы водохозяйственного районирования территории РФ, подготовленной Федеральным агентством водных ресурсов:
- Бассейновый округ — Енисейский
- Речной бассейн — Нижняя Таймыра
- Речной подбассейн — нет
- Водохозяйственный участок — Нижняя Таймыра (включая озеро Таймыр) и другие реки бассейна Карского моря от западной границы бассейна реки Каменная до мыса Прончищева
- Код водного объекта — 17030000112116100152440